# Gare de Mérignac-Arlac
Gare de Mérignac-Arlac – przystanek kolejowy w Mérignac, w departamencie Żyronda, w regionie Nowa Akwitania, we Francji.
Został otwarty w 2010 przez Société nationale des chemins de fer français (SNCF), wraz z linią tramwajową. Obsługiwany jest przez pociągi TER Aquitaine.

## Położenie
Znajduje się na wysokości 22 m n.p.m., na 7,592 km Ceinture de Bordeaux, pomiędzy stacjami Bordeaux Saint-Jean i Caudéran - Mérignac.

## Linie kolejowe
- Ceinture de Bordeaux